# Villers-Bocage (Somme)
Villers-Bocage (Somme) é uma comuna francesa na região administrativa de Altos da França, no departamento de Somme. Estende-se por uma área de 14,17 km². Em 2010 a comuna tinha 1 481 habitantes (densidade: 104,5 hab./km²).